# 5532 Ichinohe
5532 Ichinohe este o planetă minoră (asteroid), cu un diametru de 17,929 km, din centura de asteroizi. A fost descoperită pe 14 februarie 1932 la Observatorul Königstuhl de Karl Wilhelm Reinmuth și a fost numită după Naozō Ichinohe⁠(d). 
Obiectul prezintă o orbită caracterizată de o semiaxă mare de 3,1250703 UAi, o excentricitate de 0,136522, o înclinație de 1,17643 ° în raport cu ecliptica.